# 3. HVL 2004.
Treća hrvatska vaterpolska liga je predstavljala treći rang hrvatskog vaterpolskog prvenstva u sezoni 2005., te je bila podijeljena u nekoliko grupa.

## Ljestvice i rezultati

### Sjever
Konačni poredak: 

1. UPAS Jadrograd Pula
2. Jadran Kostrena
3. Burin Rijeka
4. Vološčica Opatija
5. Arba Rab
6. Lošinj (Mali Lošinj)

## Poveznice
- 1. HVL 2003./04.